# اواس‌کامرس
نرم‌افزار اواس‌کامرس (به انگلیسی: OsCommerce) یک نرم‌افزار متن باز (Open Source) بر پایه تکنولوژی‌های لامپ (LAMP: Linux, Apache, MySQL, php) بوده که برای ساخت و مدیریت یک فروشگاه الکترونیکی استفاده می‌شود.
این نرم‌افزار مشهورترین و پر استفاده‌ترین نرم‌افزار برای اداره یک فروشگاه اینترنتی است که توسط کاربران آن به اکثر زبان‌های دنیا ترجمه شده‌است.
در حال حاضر ۱۴۰۰۰ فروشگاه اینترنتی از این نرم‌افزار برای مدیریت فروشگاه اینترنتی خود استفاده می‌کنند.
اکثر نرم‌افزارهای فارسی مدیریت فروشگاه در ایران که با قیمت بسیار بالایی در اختیار مشتریان قرار می‌گیرند ترجمه‌ای از این نرم‌افزار بوده که متأسفانه شرکت‌های ایرانی نام آن را تغییر داده و نسخه‌ای از آن را با نام دلخواه خود به عنوان یک نرم‌افزار مجزا و ایرانی به فروش می‌رسانند.